# 2010년 동계 올림픽 러시아 선수단
2010년 동계 올림픽 러시아 선수단은 캐나다 밴쿠버에서 개최된 2010년 동계 올림픽에 참가한 올림픽 러시아 선수단이다. 이번 대회가 소련 붕괴 후 최악의 성적이다.

## 메달 집계

### 종목별 메달 수
| 종목 | 1 | 2 | 3 | 합계 |
| ---- | - | - | - | ---- |

### 메달리스트
| 메달   | 이름                                                                   | 종목            | 세부 종목          | 날짜 |
| ------ | ---------------------------------------------------------------------- | --------------- | ------------------ | ---- |
| 금메달 | 니키타 크류코프                                                        | 크로스컨트리    | 남자 스프린트      |      |
| 금메달 | 예브게니 우스튜고프                                                    | 바이애슬론      | 남자 집단출발      |      |
| 금메달 | 스베틀라나 슬렙초바 안나 보갈리-티토베츠 올가 메드벳체바 올가 자이체바 | 바이애슬론      | 여자 계주          |      |
| 은메달 | 알렉산드르 판진스키                                                    | 크로스컨트리    | 남자 스프린트      |      |
| 은메달 | 예브게니 플루셴코                                                      | 피겨 스케이팅   | 남자 싱글          |      |
| 은메달 | 올가 자이체바                                                          | 바이애슬론      | 여자 집단출발      |      |
| 은메달 | 이반 스코브레프                                                        | 스피드 스케이팅 | 남자 10000m        |      |
| 은메달 | 예카테리나 일류히나                                                    | 스노보드        | 여자 평행대회전    |      |
| 동메달 | 이반 스코브레프                                                        | 스피드 스케이팅 | 남자 5000m         |      |
| 동메달 | 알렉산드르 트레티야코프                                                | 스켈레톤        | 남자부             |      |
| 동메달 | 알렉산드르 줍코프 알렉세이 보예보다                                    | 봅슬레이        | 남자 2인승         |      |
| 동메달 | 이리나 하조바 나탈리아 코로스텔료바                                    | 크로스컨트리    | 여자 단체 스프린트 |      |
| 동메달 | 니콜라이 모릴로프 알렉세이 페투호프                                    | 크로스컨트리    | 남자 단체 스프린트 |      |
| 동메달 | 옥사나 돔니나 막심 샤발린                                              | 피겨 스케이팅   | 아이스댄싱         |      |
| 동메달 | 이반 테레조프 안톤 시풀린 막심 추도프 예브게니 우스튜고프              | 바이애슬론      | 남자 계주          |      |